# El Canto del Loco (disc)
El Canto del Loco és el primer àlbum d'estudi de la banda espanyola El Canto del Loco, llançat el 22 de juny de 2000 a Espanya i es van vendre unes 11.000 còpies de l'àlbum. Els singles extrets d'aquest CD són: Pequeñita, No quiero nada, Eres un canalla i Vivir así es morir de amor.
L'àlbum es compon de dotze cançons, de les quals una era una versió de Vivir así es morir de amor, una de les cançons més populars del cantant Camilo Sesto; els membres del grup la van triar perquè agrupava tots els temes sobre els quals tractaven la resta de les cançons de l'àlbum. Pequeñita va ser el primer senzill i és un dels temes que Dani Martín i Ivan Ganchegui van compondre durant els seus anys a l'escola d'interpretació Cristina Rota, centre on es va gestar el grup.

## Llista de cançons
1. Pequeñita	2:27
2. Llueve en mi	3:54
3. Eres un canalla	3:02
4. Pasión	3:06
5. Traidora	2:23
6. He vuelto a caer	3:41
7. Sin mitad	3:50
8. No quiero nada	3:40
9. El agricultor	4:21
10. Y si el miedo	3:44
11. Busco la vida	3:55
12. Vivir así es morir de amor	3:20